# Aéroport de Zarzaïtine - In Amenas
L'aéroport international de In Amenas - Zarzaïtine (code IATA : IAM • code OACI : DAUZ) est un aéroport civil et militaire algérien, situé à sept kilomètres à l'est de la ville d'In Aménas. Il est géré par l'EGSA d'Alger.

## Présentation
L’aéroport international de In Amenas est un aéroport civil et militaire desservant la ville d'In Amenas et sa région (le nord de la wilaya d'Illizi). Il permet de desservir la zone pétrolifère de Zarzaïtine et du bassin d'Illizi.
Des travaux de  modernisation de l’aéroport sont en cours, devant s’achever en mai 2014.

## Situation
L’aéroport est situé à sept kilomètres à l’est d’In Amenas. Au delà, en poursuivant en direction de l’est, le site pétrolier de Zarzaïtine est à environ quinze kilomètres à vol d’oiseau de l’aéroport et la frontière entre l’Algérie et la Libye à environ vingt-cinq kilomètres. 

### Carte des aéroports de l'Algérie
'
| \| 100 km1:14 790 000 \| Adrar Alger Annaba Batna Béjaïa Biskra Boufarik Chlef Constantine Ghardaïa Hassi Messaoud In Amenas Jijel Oran Sétif Tamanrasset Tébessa Tlemcen Béchar Bordj Mokhtar Djanet El Bayadh El Goléa El Oued Illizi In Salah Ghriss Ouargla Tiaret Timimoun Tindouf Touggourt |
| 100 km1:14 790 000 |

Carte statique des aéroports d'Algérie.Carte dynamique des aéroports d'Algérie.

## Infrastructures liées

### Pistes
L’aéroport dispose de deux pistes en béton bitumineux, la première d'une longueur de 3 000 m et la seconde longueur de 2 200 m.

### Aérogare
En 2008, l'aéroport a été doté d'une nouvelle aérogare, améliorant le confort des passagers.

## Compagnies aériennes et destinations
| Compagnies  | Destinations                                                                      |
| ----------- | --------------------------------------------------------------------------------- |
| Air Algérie | Alger-Houari-Boumédiène, Hassi Messaoud-Oued Irara, Oran-Ahmed-Ben-Bella, Ouargla |

Édité le 07/02/2018  Actualisé le 31/07/2023

## Statistiques
En 2007, l'aéroport a accueilli 145 070 passagers et un trafic de 3 627 avions. Les compagnies aériennes desservant l’aéroport sont : Air Algérie, Tassili Airlines, Air Express et Star Aviation. 